# 完县站
完县站是一个京广线上的铁路车站，位于河北省保定市顺平县高于铺村，建于1960年，目前为四等站，邮政编码为072251。
目前该站客运不办理旅客乘降；行李、包裹托运；货运,办理整车货物发到。